# Van Tengnagell

Van Tengnagell is een oud adellijk Gelders geslacht dat in de moderne Nederlandse adel van het koninkrijk als zodanig werd erkend in 1822.

## Geschiedenis
De stamreeks begint met Godevaert Tengnagel, ridder, richter, en vermeld tussen 1309 en 1335. Zijn nakomelingen bekleedden verschillende bestuursfuncties, onder andere in de ridderschappen. Daarnaast bevonden zich onder de familie verschillende militairen. Ook degene die in 1822 werd erkend te behoren tot de Nederlandse adel (met de titel van baron(es) op allen), Zeno (1783-1836), was een hoge militair.
Het geslacht stierf in 1973 uit.

## Enkele telgen
Johan Louis Thymon van Tengnagell (1755-1813), kolonel-commandant, Ridder in de Orde van de Unie, Ridder in de Orde van de Reünie; trouwde in 1782 Maria Elisabeth Cornelia des H.R.Rijksbarones van Dopff (1758-1831), dochter van de medeheer van Neercanne
- Zeno Willem Anne Lodewijk baron van Tengnagell (1783-1836), generaal-majoor, werd in 1822 erkend te behoren tot de Nederlandse adel
  - Friedrich Jean Louis Marie Zénon baron van Tengnagell (1834-1891), kapitein
    - Georges Zénon Marie Johann Friedrich baron van Tengnagell (1878-1931)
      - Georgine Frédérique Eveline Johanna Zénobie barones van Tengnagell (1905-1973), laatste telg van het adellijke geslacht Van Tengnagell

  - Wilhelmine Friederike Georgette Louise Marie Alexandrine Adelheid barones van Tengnagell (1835-1884), hofdame van koningin Sophie
- Julia Johanna van Tengnagell (1785-1851), huwde met luitenant-generaal Bernardus Johannes Cornelis Dibbets (1782-1839), lid van de familie Dibbets en bevelhebber van de vesting Maastricht tijdens de Blokkade van Maastricht (1830-1833)